# Mladen Ramljak
Mladen Ramljak (ur. 1 lipca 1945 w Zagrzebiu, zm. 13 września 1978 w Novskiej) – jugosłowiański piłkarz chorwackiego pochodzenia, występujący na pozycji środkowego lub lewego obrońcy.

## Kariera klubowa
Karierę młodzieżową zaczynał w młodzieżowym zespole Dinama Zagrzeb w roku 1962. Ramljak występował tam aż do roku 1973, w międzyczasie wraz z drużyną wywalczył w roku 1967 Puchar Miast Targowych w dwumeczu z Leeds United, po zwycięstwie na Maksimirze 2:0 i remisie na Elland Road 0:0. Oprócz tego wspólnie z drużyną zdążył wywalczyć Puchar Jugosławii w roku 1965 i 1969. Ogółem Ramljak wystąpił w 523 oficjalnych meczach Dinama Zagrzeb. W roku 1973 przeniósł się do holenderskiego zespołu Feyenoord Rotterdam, gdzie w roku 1977 zakończył swoją karierę sportową. Z zespołem z Rotterdamu wywalczył w roku 1974 mistrzostwo Holandii oraz Puchar UEFA.

## Kariera reprezentacyjna
Ramljak pięciokrotnie wystąpił w reprezentacji juniorskiej (w latach 1962–1964), raz w reprezentacji młodzieżowej (1964), raz w reprezentacji B (1964) i 13 razy w reprezentacji Jugosławii. Zadebiutował 8 maja 1966 w rozgrywanym w Zagrzebiu meczu przeciwko Węgrom, wygranym przez Jugosłowian 2:0. Ostatni raz w reprezentacji wystąpił 13 maja 1972 w rozgrywanym w Moskwie meczu przeciwko ZSRR, przegranym przez Jugosławię 0:3.
Ramljak zginął tragicznie w wypadku samochodowym 13 września 1978. Zginął z winy kierowcy z przeciwnego pasa, który wręcz staranował auto prowadzone przez Ramljaka.
- 1. 8 maja 1966, Zagrzeb,  Jugosławia –  Węgry 2:0
- 2. 27 czerwca 1966, Malmö,  Szwecja –  Jugosławia 1:1
- 3. 1 listopada 1967, Rotterdam,  Holandia –  Jugosławia 1:2
- 4. 24 kwietnia 1968, Belgrad,  Jugosławia –  Francja 5:1
- 5. 27 kwietnia 1968 Bratysława,  Czechosłowacja –  Jugosławia 3:0
- 6. 26 lutego 1969, Split,  Jugosławia –  Szwecja 2:1
- 7. 19 października 1969, Skopje,  Jugosławia –  Belgia 4:0
- 8. 9 maja 1971, Lipsk,  NRD –  Jugosławia 1:2
- 9. 18 lipca 1971, Rio de Janeiro,  Brazylia –  Jugosławia 2:2
- 10. 1 września 1971, Budapeszt,  Węgry –  Jugosławia 2:1
- 11. 22 września 1971, Sarajewo,  Jugosławia –  Meksyk 4:0
- 12. 30 kwietnia 1972, Belgrad,  Jugosławia –  ZSRR 0:0
- 13. 13 maja 1972, Moskwa,  ZSRR –  Jugosławia 3:0